# Гиди, Карлос
Ка́рлос Ги́ди (исп. Carlos Guidi; даты рождения и смерти неизвестны) — аргентинский футболист, нападающий. Автор первого хет-трика в противостоянии сборных Аргентины и Уругвая.

## Биография
Карлос Гиди дебютировал за команду «Тиро Федераль» из Росарио в 1911 году. 16 июня 1912 года «Тиро» впервые сыграл с зарубежной командой, уступив английскому «Суиндон Тауну» со счётом 1:3, а Гиди стал автором первого в истории клуба гола на международном уровне.
В 1925 году Гиди, получивший от болельщиков прозвище «Милан», решил завершить карьеру футболиста. Это произошло после товарищеской игры с «Бельграно», во время которой соперники очень грубо играли против лидера «Тиро Федераля». Карлос был настолько возмущён этими действиями, что оставил в раздевалке стадиона свою обувь, и затем так никогда за ней и не вернулся.
С 1913 по 1917 год Карлос Гиди выступал за сборную Аргентины. Официально провёл за «альбиселесте» семь матчей, и забил один гол. Однако 13 июля 1913 года Гиди также сыграл в Монтевидео в товарищеском матче против Уругвая, который часть источников также учитывает в реестре матчей обеих сборных. Проблема заключается в том, что одновременно в Буэнос-Айресе играли другие составы этих же сборных, которые сыграли вничью 3:3. В Монтевидео Карлос Гиди оформил хет-трик, но это не спасло Аргентину от поражения — Уругвай выиграл со счётом 5:4. Это был первый случай в противостоянии риоделаплатских сборных, когда один игрок забивал в матче три мяча.
В 1916 году Гиди принял участие в первом розыгрыше чемпионата Южной Америки, прошедшем в Аргентине. «Милан» сыграл в двух матчах — против Чили (победа Аргентины 6:1) и Бразилии (ничья 1:1). В третьей игре аргентинцы без Гиди не сумели обыграть Уругвай (0:0) и заняли на домашнем турнире второе место. Свой последний мяч за сборную Гиди забил 29 октября 1916 года в ворота Уругвая, но и в этом матче аргентинцы уступили 1:3.

## Титулы и достижения
- Обладатель Кубка Никасио Вилы (1): 1920

## Статистика выступлений
| Матчи и голы Карлоса Гили за сборную Аргентины | Матчи и голы Карлоса Гили за сборную Аргентины | Матчи и голы Карлоса Гили за сборную Аргентины | Матчи и голы Карлоса Гили за сборную Аргентины | Матчи и голы Карлоса Гили за сборную Аргентины | Матчи и голы Карлоса Гили за сборную Аргентины | Матчи и голы Карлоса Гили за сборную Аргентины |
| №                                              | Дата                                           | Город                                          | Соперник                                       | Голы                                           | Счёт                                           | Турнир                                         |
| ---------------------------------------------- | ---------------------------------------------- | ---------------------------------------------- | ---------------------------------------------- | ---------------------------------------------- | ---------------------------------------------- | ---------------------------------------------- |
| 1.                                             | 13 июля 1913                                   | Монтевидео                                     | Уругвай                                        | Гол · Гол · Гол                                | 4:5                                            | Товарищеский матч                              |
| 2.                                             | 31 августа 1913                                | Буэнос-Айрес                                   | Уругвай                                        |                                                | 2:0                                            | Кубок чести                                    |
| 3.                                             | 6 июля 1916                                    | Буэнос-Айрес                                   | Чили                                           |                                                | 6:1                                            | ЧЮА-1916                                       |
| 4.                                             | 10 июля 1916                                   | Буэнос-Айрес                                   | Бразилия                                       |                                                | 1:1                                            | ЧЮА-1916                                       |
| 5.                                             | 15 августа 1916                                | Авельянеда                                     | Уругвай                                        |                                                | 3:1                                            | Кубок Ньютона                                  |
| 6.                                             | 1 октября 1916                                 | Монтевидео                                     | Уругвай                                        |                                                | 1:0                                            | Кубок чести                                    |
| 7.                                             | 29 октября 1916                                | Монтевидео                                     | Уругвай                                        | Гол                                            | 1:3                                            | Товарищеский матч                              |
| 8.                                             | 18 июля 1917                                   | Монтевидео                                     | Уругвай                                        |                                                | 2:0                                            | Кубок чести                                    |